# Wilajet lebapski
Wilajet lebapski (turkm. Lebap welaýaty, turkm. cyr. Лебап велаяты; ros. Лебапский велаят) – jeden z pięciu wilajetów Turkmenistanu, we wschodniej części kraju, ze stolicą w Türkmenabacie. Według spisu powszechnego z 2011 roku liczy ponad 1,4 miliona mieszkańców.

## Geografia
Wilajet lebapski graniczy od południa z wilajetem maryjskim, od zachodu z wilajetami daszoguskim i w niewielkim stopniu z achalskim, od północy i północnego wschodu z uzbeckimi wilajetami chorezmijskim, bucharskim, kaszkadaryjskim i surchandaryjskim, od południowego wschodu z afgańskimi prowincjami Farjab, Dżozdżan i Balch.
Ponad 90% terytorium wilajetu to pustynne równiny, na zachodnim brzegu przepływającej przez region Amu-darii znajduje się pustynia Kara-kum a na wschodnim – Kyzył-kum. Na wschodzie rozciąga się pasmo Köýtendag, w którego skład wchodzi najwyższy szczyt kraju – 3139 metrowy Ajribaba.
Do bogactw naturalnych należą gaz ziemny, siarka, węgiel, sól i minerały.
Wilajet cechuje bardzo suchy klimat, wybitnie kontynentalny. Średnie temperatury latem oscylują tu w granicach 50 °C; zimą wahają się pomiędzy -2 a 4 °C. Osadnictwo wilajetu skupia się głównie wzdłuż koryta Amu-darii.

## Podział administracyjny
Wilajet dzieli się na 10 etrapów i 3 miasta na prawach etrapu.
| Miasto      | Ludność (różne lata) |
| ----------- | -------------------- |
| Gazojak     | 23.450               |
| Kerki       | 38.350               |
| Türkmenabat | 408.906              |

| Etrap     | Siedziba  | Ludność (różne lata) |
| --------- | --------- | -------------------- |
| Çärjew    |           | 46.500               |
| Darganata | Darganata | 42.000               |
| Dänew     | Dänew     | 44.370               |
| Döwletli  |           |                      |
| Farap     | Farap     | 46.700               |
| Halaç     | Halaç     | 72.800               |
| Hojambaz  | Hojambaz  | 44.700               |
| Kerki     |           |                      |
| Köýtendag | Köýtendag | 36.400               |
| Saýat     | Saýat     | 47.000               |

## Gospodarka
Ośrodek wydobycia minerałów, węgla, soli, siarki i gazu ziemnego.
W rejonie Amu-darii hoduje się zwierzęta gospodarskie i jedwabniki oraz uprawia zboża, bawełnę, melony; na terenach pustynnych rozwinęła się hodowla owiec rasy karakuł. Wilajet jest największym ośrodkiem przemysłu bawełnianego i jedwabniczego w kraju, do tego znajdują się tutaj zakłady produkujące tkaniny i dzianinę, mąkę oraz wyroby cukiernicze; rozwijają się przemysł chemiczny i budowlany.

## Ochrona przyrody
Na terytorium wilajetu umiejscowione są trzy rezerwaty przyrody: Amyderýa, Repetek oraz Köýtendag. W drugim znajduje się miejsce uznawane za najgorętsze na Ziemi. Köýtendag z kolei jest uważany za główną atrakcję wilajetu lebapskiego ze względu na zachowane pozostałości po dinozaurach oraz sporą liczbę chronionych zwierząt i roślin.